# 努尼奧瓦區
努尼奧瓦區（西班牙語：Distrito de Nuñoa），是秘魯的一個區，位於該國東南部普諾大區的梅爾加省，面積2,200.16平方公里，海拔高度4,016米，2005年人口13,598，人口密度每平方公里6.2人。